# Yahoo! Inc. (2017-actualitat)
La segona encarnació de Yahoo! Inc. és una empresa tecnològica multinacional nord-americana que se centra en els mitjans de comunicació i els negocis en línia. L'actual format de l'empresa es va formar el 2017. Verizon Communications va adquirir AOL el 2015, i més tard va comprar diversos actius de l'anterior Yahoo! Inc., el 2017. Les dues entitats es van fusionar en una nova filial anomenada Oath Inc. el mateix any. El desembre del 2018, Verizon va anunciar que anotaria el valor combinat de les seves compres d'AOL i Yahoo! per 4,6 $ mil milions, aproximadament la meitat. L'empresa passaria a anomenar-se Verizon Media el mes següent al gener de 2019.
El 3 de maig de 2021, Verizon va anunciar que el 90 per cent de la divisió seria adquirida per Apollo Global Management per uns 5.000 milions de dòlars, i que es coneixeria simplement com Yahoo després que l'acord arribés a la fi. Verizon conservaria una participació del 10% en el nou grup. L'adquisició es va completar l'1 de setembre de 2021.

## Història

### Sota Verizon (2017-2021)
La companyia manté una seu doble a l'antiga AOL i Yahoo! als edificis centrals a Manhattan, Nova York, i Sunnyvale, Califòrnia, respectivament. A 2019, l'empresa donava feina a unes 10.350 persones.
Un any després de la finalització de l'adquisició d'AOL, Verizon va anunciar un acord de 4.800 milions de dòlars per al negoci principal d'Internet de Yahoo!, per invertir en els productes de cerca, notícies, finances, esports, vídeo, correus electrònics i Tumblr de l'empresa d'Internet. Yahoo! va anunciar al setembre i desembre de 2016 dues bretxes importants de seguretat a Internet que van afectar més de mil milions de clients. Com a resultat, Verizon va reduir la seva oferta per Yahoo! 350$, fins als 4.480 milions de dòlars.
L'acord d'AOL i la compra posterior de Yahoo! va ser liderada per l'equip directiu de Verizon, incloent Lowell McAdam (CEO), Marni Walden (Producte EVP) i Tim Armstrong. Walden havia tingut l'encàrrec de fusionar les dues entitats i complir la promesa de traslladar Verizon d'un negoci de plataformes analògiques a digitals. Walden va sortir de Verizon el 2017 i, tal com van revelar esdeveniments posteriors, la integració no va oferir el valor esperat.

Logotip de Oath, 2017–2019

Dos mesos abans de tancar l'acord de Yahoo!, Verizon va anunciar que col·locaria Yahoo! i AOL sota un paraigua anomenat Oath. L'acord es va tancar el 13 de juny de 2017 i es va llançar Oath. Un cop finalitzat l'acord, la directora general deYahoo!, Marissa Mayer, va dimitir. Les operacions no adquirides de Yahoo! en l'operació van passar a anomenar-se Altaba, una societat holding els actius principals de la qual són la seva participació del 15,5% a Alibaba Group i el 35,5% de Yahoo! Japó. Després de la fusió, Oath va reduir un quinze per cent de la plantilla de Yahoo-AOL. El 2018, Altaba va vendre Yahoo! Japó a SoftBank Group.
L'abril de 2018, Helios i Matheson van adquirir el lloc web de llista de pel·lícules de Moviefone de Oath. Com a part de la transacció, Verizon va prendre una participació en accions d'Helios i Matheson Analytics.
El maig de 2018, Verizon i Samsung van acordar els termes per pre-instal·lar quatre aplicacions Oath ("apps") als telèfons intel·ligents Samsung Galaxy S9. L'acord incloïa Oath's Newsroom, Yahoo! Esports, Yahoo! Finances i aplicacions de vídeo mòbils go90 (tancades el juliol de 2018), amb integració d'anuncis natius d'Oath tant a les aplicacions Oath com a les aplicacions Galaxy i Game Launcher de Samsung.
El 12 de setembre de 2018, es va anunciar que K. Guru Gowrappan succeiria a Tim Armstrong com a conseller delegat, a partir de l'1 d'octubre
El 3 de desembre de 2018, l'empresa va declarar un nou conjunt de normes per a la comunitat Tumblr que va entrar en vigor el 17 de desembre de 2018, prohibint el "contingut per a adults". Aquesta mesura va plantejar objeccions que perjudica la seva comunitat LGBTQ, supervivents d'abús sexual, treballadors sexuals, blocs de contingut per a adults i altres blocaires. La mesura es va produir després que l'aplicació Tumblr fos retirada de l'App Store d'Apple a causa de problemes amb la pornografia infantil, va fer que s'especulés que es podria haver fet la prohibició per recuperar l'accés a l'App Store.
El desembre de 2018, Verizon va anunciar que reduïa un 10% de la plantilla d'Oath i anotaria el valor del negoci en 4.600 milions de dòlars. La direcció de Verizon va culpar a les pressions competitives i que el negoci mai no va aconseguir els beneficis previstos. El moviment va eliminar tot el fons de comerç dels balanços que acompanyaven les adquisicions.

Logotip de Verizon Media, 2019-2021

El 8 de gener de 2019, Oath va passar a anomenar-se Verizon Media.
L'abril de 2018, Verizon va vendre Flickr a SmugMug, per una quantitat no revelada.
L'agost de 2019, Verizon va vendre Tumblr a Automattic, el propietari de WordPress.com, per una quantitat no revelada que, segons es diu, era inferior a 3 milions de dòlars.
El novembre de 2020, Verizon va vendre HuffPost a BuzzFeed. en un acord de totes les accions, accionista minoritari restant de Buzzfeed.

### Yahoo (2021-present)
El 3 de maig de 2021, Verizon va anunciar que Verizon Media seria adquirida per Apollo Global Management per aproximadament 5.000 milions de dòlars, i simplement es coneixeria com a Yahoo després del tancament de l'acord, amb Verizon conservant una participació menor del 10% en el nou grup.  L'adquisició es va completar l'1 de setembre de 2021, amb la companyia ara coneguda com Yahoo. 
El 10 de setembre de 2021, Jim Lanzone, que havia estat director general de Tinder, va ser nomenat director general de Yahoo, succeint a Gowrappan.

## Marques
Algunes de les marques de mitjans digitals de Yahoo inclouen:
 
- AOL
- Autoblog
- Built by Girls
- Engadget
- Flurry
- In the Know
- Makers
- Rivals
- TechCrunch
- Yahoo! (including Yahoo! Sports, Yahoo! Finance, Yahoo! Mail, Yahoo! News, Yahoo! Life, Yahoo! Entertainment, Yahoo Fantasy and Yahoo! Sportsbook.)

### Desinversions
- Flickr (vengut a SmugMug el 2018)
- Moviefone (vengut a Helios i Matheson el 2018)
- Polyvore (vengut i fusionat amb SSENSE el 2018)
- MapQuest (vengut a System1 el 2019)
- Tumblr (venut al propietari de WordPress.com Automattic el 2019)[38]
- HuffPost (vengut a BuzzFeed el 2020)[39]
- Edgecast (vengut i fusionat amb Edgio el 2022)

Tenia la propietat parcial de l'antiga empresa matriu de Moviefone, Helios i Matheson Analytics Inc., fins a la seva liquidació el 2020.

### Descatalogat
- Alto Mail (descatalogat el 10 de desembre de 2017)[40]
- AIM (descatalogat el 15 de desembre de 2017)
- go90 (tancat el 31 de juliol de 2018)[41]
- Yahoo! Messenger (descatalogat el 17 de juliol de 2018)
- Yahoo! Together (descatalogat l'abril de 2019)